# Rivoli
Rivoli (Rìvole en piamontés) es un municipio italiano de 50.115 habitantes, el tercero en población de la Ciudad metropolitana de Turín. Resulta además que es el séptimo municipio en número de residentes de todo el Piamonte, superando así en esta clasificación incluso a capitales de provincia de la región. Está a alrededor de 14 km al oeste de Turín. Limita con los siguientes municipios: Turín, Pianezza, Caselette, Alpignano, Collegno, Rosta, Grugliasco, Villarbasse, Rivalta di Torino y Orbassano.

## Historia
Aunque no hay evidencias arqueológicas o históricas que lo prueben, se piensa que la zona de Rivoli estaba habitada por tribus celtas antes de la conquista romana. Los primeros hallazgos son de los siglos I y II, y pertenecen a sepulturas romanas.

## Lugares de interés
Rivoli es famoso por su castillo, una residencia inacabada de las pertenecientes a la casa de Saboya, y que actualmente es un museo de arte contemporáneo, y que es Patrimonio de la Humanidad.

## Evolución demográfica
| Gráfica de evolución demográfica de Rivoli entre 1861 y 2001 |
|                                                              |
| Fuente ISTAT - elaboración gráfica de Wikipedia              |

## Hermanamientos

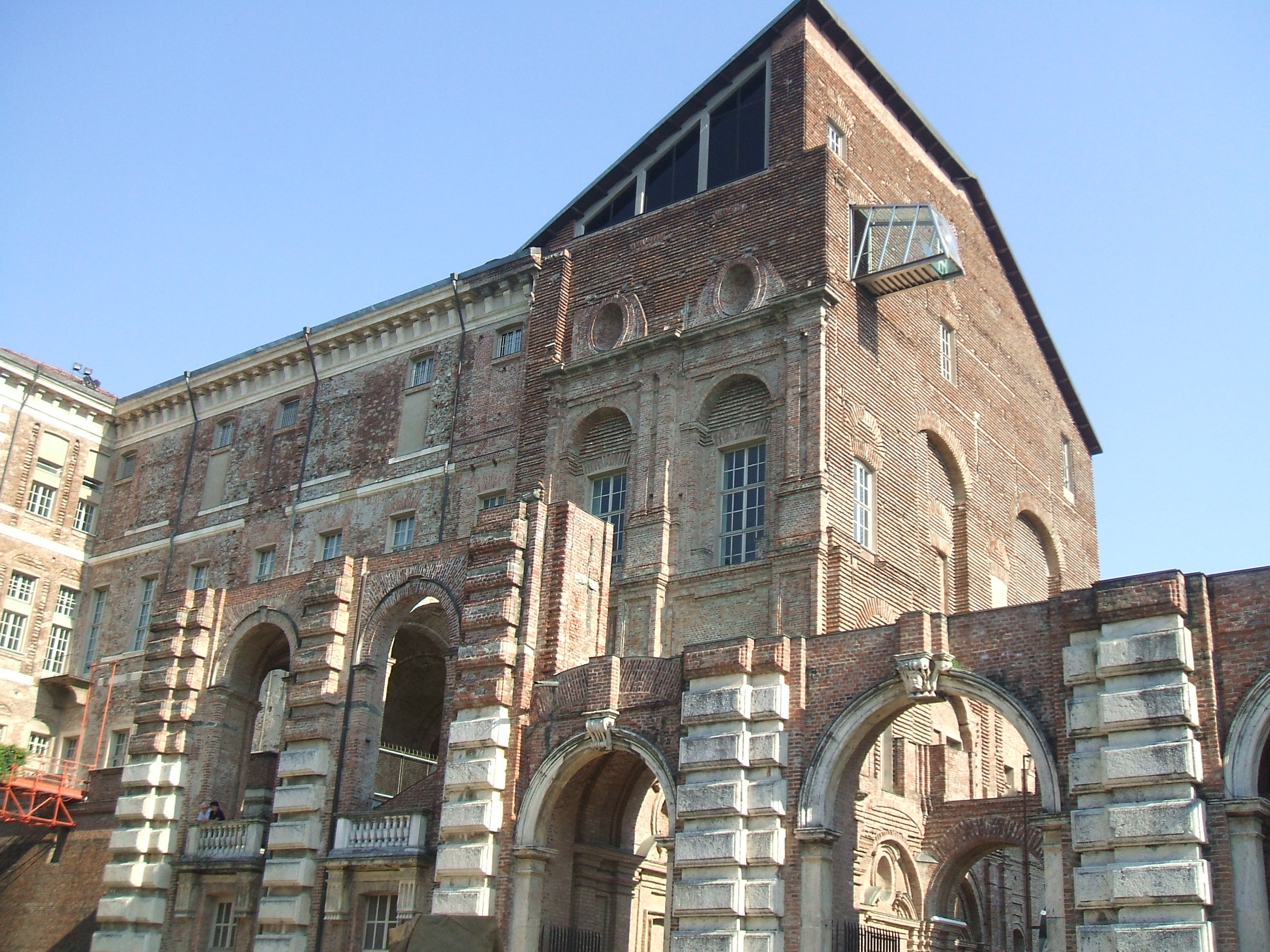
Castillo de Rivoli.

- Kranj  Eslovenia
- Mollet del Vallès  España
- Montélimar  Francia
- Ravensburg  Alemania

- Datos: Q10231
- Multimedia: Rivoli / Q10231

1. ↑  Worldpostalcodes.org, código postal n.º 10098.
2. ↑  «Codici Catastali». Comuni-italiani.it (en italiano). Consultado el 29 de abril de 2017.